# Sol (bière)
Pour les articles homonymes, voir Sol.
 (mai 2021).
Si vous disposez d'ouvrages ou d'articles de référence ou si vous connaissez des sites web de qualité traitant du thème abordé ici, merci de compléter l'article en donnant les références utiles à sa vérifiabilité et en les liant à la section « Notes et références ».

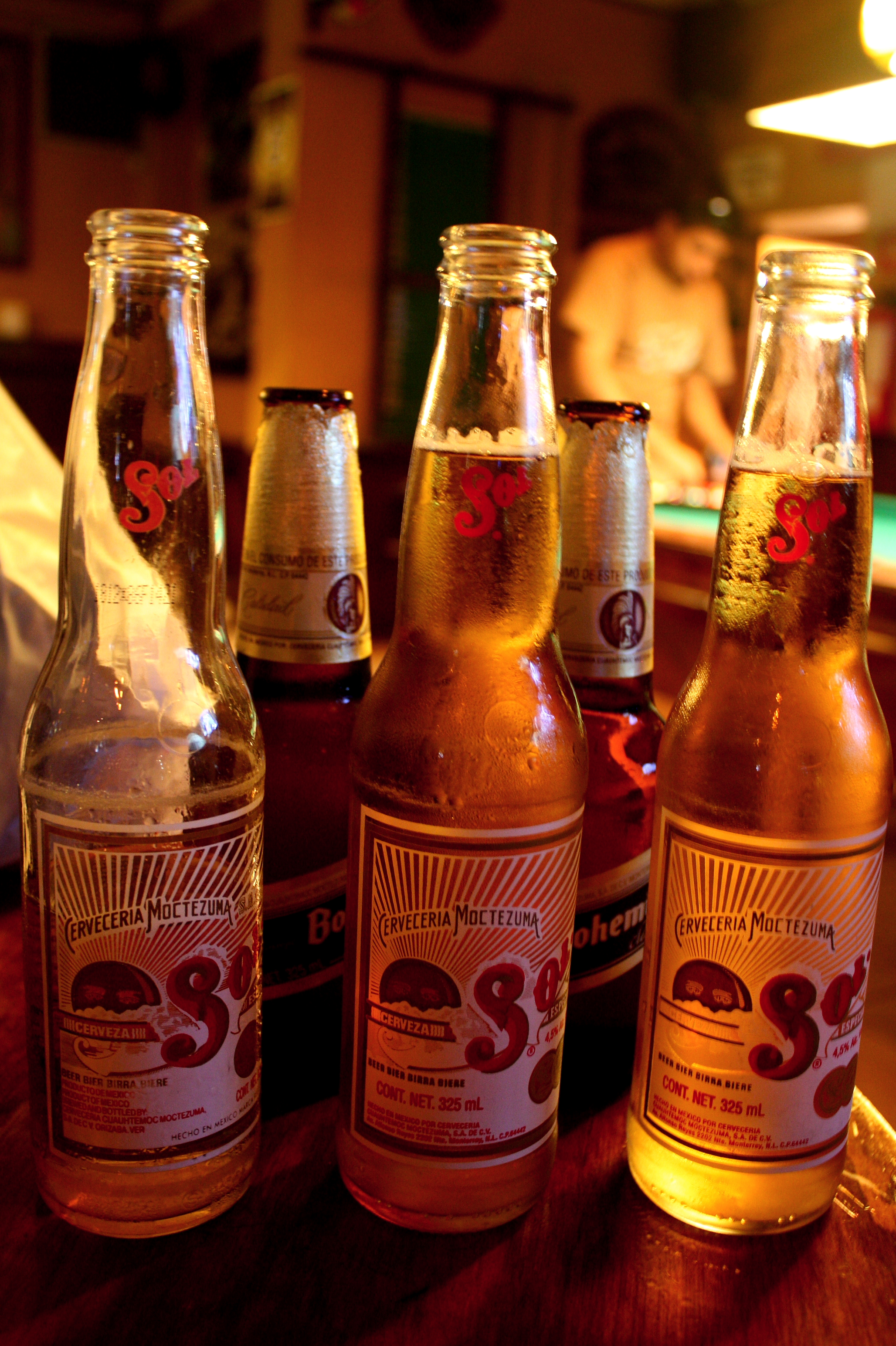
Trois bouteilles de bière Sol.

La Sol est une bière mexicaine produite par la brasserie Cervecería Cuauhtémoc Moctezuma. C'est une lager de degré alcoolique 4,5°, produite depuis 1899. Elle est exportée dans plus de 50 pays.